# Zygonyx torridus
Zygonyx torridus е вид водно конче от семейство Libellulidae. Видът не е застрашен от изчезване.

## Разпространение и местообитание
Разпространен е в Ангола, Бенин, Ботсвана, Буркина Фасо, Габон, Гамбия, Гана, Гвинея, Демократична република Конго, Етиопия, Замбия, Зимбабве, Йемен (Северен Йемен, Сокотра и Южен Йемен), Израел, Индия, Йордания, Иран, Испания (Канарски острови), Италия (Сицилия), Кабо Верде, Камерун, Кения, Коморски острови, Кот д'Ивоар, Либерия, Мавриций, Малави, Мали, Мароко, Мозамбик, Намибия (Ивица Каприви), Нигерия, Обединени арабски емирства, Оман, Пакистан, Палестина, Португалия, Реюнион, Сао Томе и Принсипи (Сао Томе), Саудитска Арабия, Сиера Леоне, Судан, Танзания, Того, Тунис, Турция, Уганда, Централноафриканска република и Южна Африка (Гаутенг, Западен Кейп, Квазулу-Натал, Лимпопо и Мпумаланга).
Обитава гористи местности, савани, крайбрежия и плажове.